# Бигуди

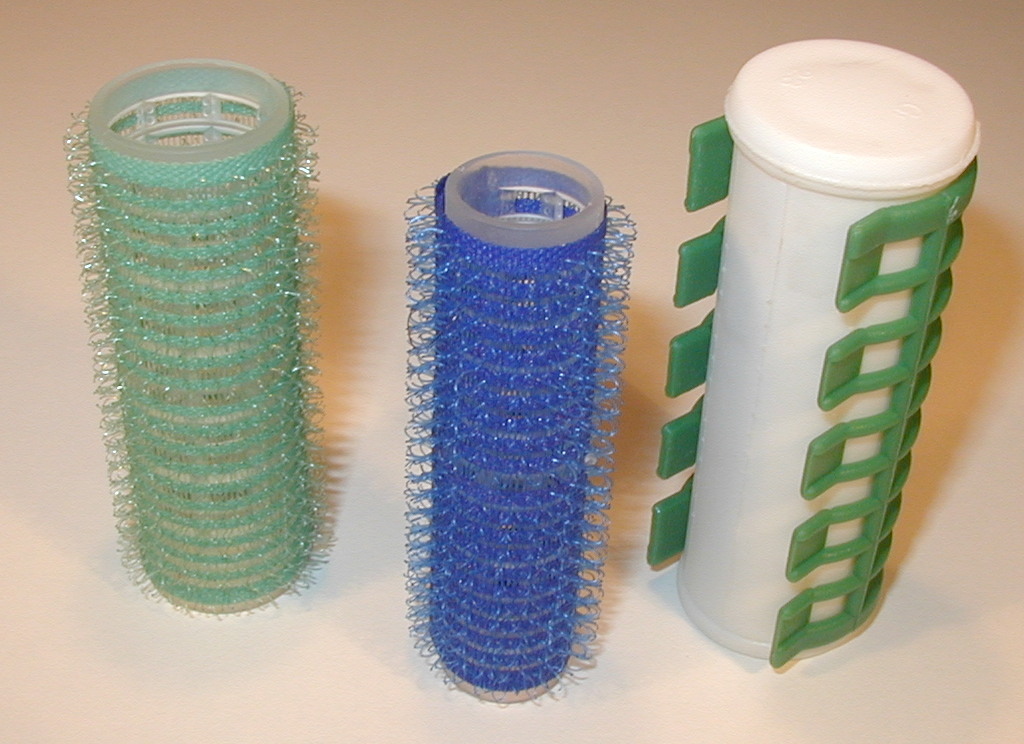

Бигуди́ (от фр. bigoudi) — приспособление, с помощью которого прямые волосы превращают в завитые локоны. Представляют собой цилиндр с шипами или выступами. Волосы наматывают на бигуди, фиксируют резинкой или особым зажимом и подвергают воздействию воды (при необходимости также химических препаратов и тепла) для получения желаемой причёски.

## Историческая справка
Красивые завитки и локоны люди делали издавна. Материалы были разными: в Древнем Египте пользовались деревянными палочками, в Древней Греции использовали каламист (раскаленный на огне бронзовый, железный или золотой стержень), в Древнем Риме — куски ткани.
Слово "бигуди" французского происхождения. Считается, что оно появилось в западной части французской провинции Бретань, где жительницы местечка Bigouden любили носить головные уборы цилиндрической формы. Эти головные уборы стали называть бигуденами, по названию местечка, а в дальнейшем, когда изобрели приспособление для завивки волос, напоминавшее миниатюрный бигуден, ему было дано такое название.
Современные бигуди запатентовала американка Бьюла Луиза Генри в 1925 году.

## Современные виды бигуди
В настоящее время применяют следующие виды бигуди:
- Термобигуди — используются для быстрой завивки коротких волос (в течение 10 минут). Перед использованием их нагревают в кипящей воде или в микроволновой печи. Не для частого использования
- Электрические - тоже быстрый способ завивки за счет высокой температуры (от 10 до 20 минут). Быстро нагреваются и долго остаются горячими. Благодаря велюровому покрытию это более щадящий вариант, чем термобигуди, но частое применение все же не рекомендуется.
- Пластиковые:
  - липучки — держатся за счёт ворсинок, чаще используются для придания объёма; видимый эффект завивки получается на коротких волосах. Накручивают на почти сухие волосы.
  - на зажимах — используются чаще всего при химической завивке волос. Пережимают и деформируют волос при использовании для завивки на ночь.
  - с большим количеством отверстий.
  - спиральные — для длинных волос с целью получения красивых вертикальных локонов. Закручиваются на влажные волосы.
  - коклюшки — для создания мелких завитков. Закручивают на почти сухие волосы.
- Металлические с ершиком из щетины внутри. Подходят для нечастого использования (не более 2 раз в неделю), иначе кончики волос секутся, а сами волосы электризуются. Идеальны для длинных волос, так как хорошо держат форму; при применении похожи на липучки.
- Поролоновые — удобны при укладке на ночь, однако их использование не гарантирует сохранение строгой формы локона. Бумеранги (папильотки) — поролоновые бигуди с пластиковым или металлическим стержнем. Выпускаются и резиновые аналоги. При использовании на длинных волосах получаются неоднородные локоны, потому их применяют на коротких или средней длины волосах. Это вариант бигуди на ночь.

В домашних условиях бигуди можно заменить, накрутив пряди мокрых волос либо на палочку, обмотанную тонкой веревкой, либо на саму веревку, поплотнее. 